# Thank You Satan
Pour plus de détails, voir Fiche technique et Distribution.
Thank You Satan est un film franco-canadien réalisé par André Farwagi et sorti en 1989.

## Synopsis
Une jeune fille de 14 ans fait un pacte avec le diable afin que ses parents ne divorcent pas et que la famille ne perde pas son appartement.

## Fiche technique
- Réalisation : André Farwagi
- Scénario : Nelly Alard, Jean Cosmos, André Farwagi
- Production :  Cineflor, Productions Karim Inc., Société Générale de Gestion Cinématographique (SGGC)
- Photographie : Daniel Jobin
- Musique : Martial-Kool Louis
- Montage : Mindla Coronel, Elisabeth Fernández
- Coordinateur des combats et des cascades : Claude Carliez et son équipe
- Genre : Comédie
- Durée : 90 minutes
- Date de sortie: 31 mai 1989

## Distribution
- Carole Laure : France Monnier
- Patrick Chesnais : Alain Monnier
- Marie Fugain : Nathalie Monnier
- Éric Blanc : Grégoire Devil
- Muriel Brenner : Sylvie Monnier
- Sandrine Caron : Iliana
- Gérard Hérold : le collègue de bureau
- Bernard Le Coq : le prêtre
- Jean-Jacques Grand-Jouan : le professeur d'art dramatique